# Pelosia albicosta
Pelosia albicosta är en fjärilsart som beskrevs av Adalbert Seitz 1910. Pelosia albicosta ingår i släktet Pelosia och familjen björnspinnare. Inga underarter finns listade i Catalogue of Life.